# 北喀土穆
北喀土穆（阿拉伯语：‎）是蘇丹北部與首都喀土穆接近的一個城市，位於青尼羅河的東岸，毗鄰青尼羅河與白尼羅河的匯流處，有橋樑與喀土穆或恩圖曼連接。

## 人口
| 年份     | 人口      |
| -------- | --------- |
| 1956     | 39.100    |
| 1973     | 150.989   |
| 1983     | 341.155   |
| 1993     | 700.887   |
| 2007估計 | 1.725.570 |

## 經濟
北喀土穆是國內和區內的主要工業中心，市內有船塢和鋸木廠，貿易商品包括棉花、穀物、水果和牲畜，工業有製革、釀酒、造磚、紡織和食品處理。自2000年起，北喀土穆開設不少製造家居用品的化學工廠。